# Prevence rakoviny
Prevence rakoviny spočívá v opatřeních, která povedou ke snížení výskytu rakoviny a úmrtnosti na tuto nemoc.
Více než 75 % úmrtí na rakovinu by bylo možné předejít tím, že se lidé budou vyhýbat rizikovým faktorům, mezi které patří: kouření, nadváha / obezita, nevhodná strava, fyzická nečinnost, konzumace alkoholu, sexuálně přenosné infekce a znečištění ovzduší. Včasná detekce onemocnění je pak u některých typů onemocnění možná díky screeningovým programům.
I když rakovinou může onemocnět kdokoli, věk je jedním z nejvýraznějších faktorů, který zvyšuje riziko rakoviny: 3 ze 4 případů se vyskytují u lidí ve věku 55 let nebo starších.

## Primární prevence

### Dietní opatření
Primárními faktory, které zvyšují riziko rakoviny, jsou obezita a konzumace alkoholu.
Nadměrnou konzumaci červeného nebo zpracovaného masa studie spojují se zvýšeným rizikem rakoviny prsu, tlustého střeva a slinivky břišní, což může být způsobeno přítomností karcinogenů v mase připravovaném při vysokých teplotách. Dietní doporučení pro prevenci rakoviny obvykle zahrnují důraz na zeleninu, ovoce, celozrnné výrobky a ryby a vyhýbání se zpracovanému a červenému masu (hovězí, vepřové, jehněčí), živočišným tukům a rafinovaným sacharidům.

### Nekuřáctví
Kouření způsobuje celou řadu druhů rakoviny (např. plic, žaludku, hltanu), protože při hoření tabáku vznikají toxické látky, mimo jiné i karcinogeny. Tabákový kouř způsobuje rakovinu i u nekuřáků, kteří ho vdechují v blízkosti kuřáků, a u dětí, jejichž rodiče kouří.

### Fyzická aktivita
Výzkumy ukazují, že pravidelná fyzická aktivita pomáhá snížit až o 30 % rizika různých typů rakoviny, k nimž patří rakovina tlustého střeva, rakovina prsu, rakovina plic a rakovina endometria. Související biologické mechanismy stále nejsou plně pochopeny, ale zdá se, že fyzická aktivita snižuje riziko rakoviny tím, že pomáhá kontrolovat váhu, snižuje hladiny hormonů jako je estrogen a inzulin, snižuje zánět a posiluje imunitní systém.

### Vyhýbání se karcinogenům
Národní toxikologický program Spojených států (NTP) identifikoval níže uvedené chemické látky jako karcinogeny. To, že látka byla označena jako karcinogenní, však neznamená, že nutně způsobí rakovinu. Zda se u osoby vystavené karcinogenu rozvine rakovina, ovlivňuje mnoho faktorů, včetně rozsahu a délky expozice a genetického profilu jedince.
- Aflatoxiny
- Aristolochové kyseliny
- Arsen
- Azbest
- Benzen
- Benzidin
- Beryllium
- Buta-1,3-dien
- Černouhelný dehet a černouhelná smola
- Dřevěný prach
- Erionit
- Ethylenoxid
- Formaldehyd
- Sloučeniny šestimocného chromu
- Kadmium
- Koksárenské emise
- Aerosoly anorganických kyselin obsahující kyselinu sírovou
- Minerální oleje, neupravené a mírně upravené
- Sloučeniny niklu
- Krystalický oxid křemičitý (respirabilní velikost)
- Pasivní tabákový kouř
- Radon
- Saze
- Vnitřní emise ze spalování uhlí v domácnostech
- Thorium
- Trichlorethylen
- Vinylchlorid

## Sekundární prevence – screeningy
Screeningové postupy, které se používají u častějších rakovin, jako je rakovina tlustého střeva, rakovina prsu a děložního čípku, se výrazně zlepšují díky pokroku v identifikaci a detekci biomarkerů. Ovšem vyšetření pomocí výpočetní tomografie samy mohou stát za vznikem až 5 % rakovin.
V ČR však lidé screeningové programy málo využívají. Z dat VZP vyplývá, že screening kolorekta absolvuje 27 % jejích klientů, mamografické vyšetření asi 60 % žen a preventivní prohlídky u gynekologa 56 % žen. Nejčastějšími důvody žen, proč na preventivní prohlídky nechodí, je absence příznaků, strach z diagnózy nebo ze samotného vyšetření.

### Kolorektální karcinom
Rakovinou tlustého střeva a konečníku onemocní ročně v Česku asi 7000 lidí, z nichž polovina umírá. Tyto nádory tak patří mezi ty s nejvyšším výskytem a úmrtností. Tu by přitom bylo možné prevencí snížit až o 90 %. Na preventivní kolonoskopické vyšetření, které je díky analgosedaci nebolestivé, však přijde jen čtvrtina lidí.
Přítomnost rakoviny může být zjišťována také testem na okultní krvácení ve stolici, který však může poskytnout falešně negativní výsledek.
Doporučený věk pro zahájení screeningu je 50 let.

### Rakovina prsu
V roce 2022 bylo ženám v ČR nově diagnostikováno 7918 nádorů prsu, což je více než 144 nádorů na 100 000 žen. Ve stejném roce na karcinom prsu zemřelo 1694 žen.
K rizikovým faktorům patří konzumace alkoholu, snížená fyzická aktivita, obezita a nadváha, neplodnost a bezdětnost, hormonální substituční terapie a genetická zátěž.
Ke screeningu rakoviny prsu se používá mamograf. Všechny zdravotní pojišťovny v ČR hradí ženám ve věku nad 45 let screeningové mamografické vyšetření jednou za dva roky.

### Rakovina děložního hrdla
Rakovina děložního čípku se obvykle vyšetřuje in vitro vyšetřením buněk děložního čípku, kolposkopií nebo přímou kontrolou děložního hrdla nebo testováním na lidský papilomavirus (HPV).
V ČR je každý rok diagnostikováno přibližně 800 případů karcinomu děložního hrdla, téměř 300 žen na toto onemocnění každý rok zemře. Adresně zvány jsou na screening ženy od 25 do 70 let (vyšetření je ale dále hrazeno i starším ženám). Ženy ve věku 35, 45 a 55 let mají u svého gynekologa navíc nárok na hrazený HPV DNA test. V jiném věku si ho mohou zaplatit.

### Rakovina prostaty
Karcinomem prostaty onemocní v ČR ročně asi 8000 mužů (k roku 2023), což je téměř třikrát více než kolem roku 2000. Asi 1400 mužů na tuto nemoc zemře. Nemocní často vyhledají lékaře pozdě, kdy už je léčba nádoru komplikovaná. Více než 22 % pacientů je diagnostikováno ve 3. nebo 4. stádiu. Od ledna 2024 byl proto zahájen Program časného záchytu karcinomu prostaty. Praktičtí lékaři a urologové oslovují muže od 50 do 69 let. Vyšetřením krve se zjistí jejich hladina prostatického specifického antigenu (PSA).

## Terciární prevence
V rámci terciární prevence jsou pacienti po terapii sledováni s cílem včasného záchytu nového vzplanutí choroby (relaps). Má ji obvykle na starosti onkolog, používá se pro ni pojem dispenzární péče.

## Historie prevence rakoviny
Rakovina byla považována za chorobu, které lze předcházet, již od dob římského lékaře Galéna. Vypozoroval, že s výskytem rakoviny souvisí nezdravá strava. V roce 1713 italský lékař Bernardino Ramazzini vyslovil hypotézu, že sexuální abstinence způsobuje u jeptišek nižší výskyt rakoviny děložního čípku. Další pozorování v 18. století vedlo k objevu, že určité chemikálie, jako je tabák, saze a dehet – vedoucí k rakovině varlat u kominíků, jak zjistil anglický chirurg Percivall Pott v roce 1775 – mohou u lidí působit jako karcinogeny. Ačkoli Pott navrhl preventivní opatření pro kominíky (nosit takové oblečení, které zabrání kontaktu se sazemi), jeho návrhy byly uvedeny do praxe pouze v Holandsku, což zde vedlo ke snížení výskytu tohoto typu rakoviny. 19. století přineslo nástup klasifikace chemických karcinogenů.
Na počátku 20. století byly identifikovány fyzikální a biologické karcinogeny, jako je např. rentgenové záření. Navzdory pozorované korelaci environmentálních nebo chemických faktorů s rozvojem rakoviny existoval deficit ve výzkumu prevence. Navíc potřebné změny životního stylu nebyly v té době proveditelné.
V roce 1987 zveřejnila Evropská komise Evropský kodex proti rakovině, který má vzdělávat veřejnost. První verze kodexu zahrnovala 10 doporučení týkajících se tabáku, alkoholu, stravy, hmotnosti, vystavení slunci a známým karcinogenům, včasné detekce a účasti v programech screeningu rakoviny prsu a děložního čípku.
Počátkem 90. let 20. století Evropská škola onkologie provedla revizi kodexu a k doporučením přidala podrobnosti o vědeckých důkazech. Pozdější aktualizace byly koordinovány Mezinárodní agenturou pro výzkum rakoviny.